# Stazione di Osimo-Castelfidardo
La stazione di Osimo-Castelfidardo è una fermata ferroviaria posta sulla linea Ancona-Pescara. Sita nella frazione di Osimo Stazione, serve i comuni di Osimo e di Castelfidardo.

## Storia
Fino al 20 novembre 2013 era classificata come stazione.

## Movimento
La fermata è servita da treni regionali.

## Servizi
La stazione dispone di:
- Biglietteria